# BMX-Rennsport-Weltmeisterschaften 2007
Die BMX-Rennsport-Weltmeisterschaften 2007 fanden am 28. und 29. Juli im kanadischen Victoria statt. Schauplatz war die Bahn auf dem Juan de Fuca Recreation Centre.

## Programm
Am ersten Tag der Wettkämpfe wurde das BMX-Rennen (20 Zoll) ausgetragen, am zweiten Tag das Cruiser-Rennen. Parallel zu den Weltmeisterschaften lief vom 26. bis 29. Juli die UCI BMX World Challenge für die Leistungsklassen Challenge und erstmals auch für Masters. An Meisterschaften und Challenges beteiligten sich insgesamt knapp 2000 Fahrer aus 39 Ländern.

## Ergebnisse

### Frauen Elite
Im Finale des BMX-Rennens gewann Shanaze Reade mit großem Vorsprung den ersten von insgesamt drei Titeln in ihrer Karriere. Hinter ihr behinderten sich im Kampf um die Medaillen drei französische Fahrerinnen gegenseitig und kamen zu Sturz.
| Platz | Name                   | Zeit           |
| ----- | ---------------------- | -------------- |
| 1     | Shanaze Reade          | 39,025 s       |
| 2     | Sarah Walker           | + 1,002 s      |
| 3     | Jana Horáková          | + 1,943 s      |
| 4     | Cyrielle Convert       | + 2,250 s      |
| 5     | Willy Kanis            | + 5,703 s      |
| 6     | Amélie Despeaux        | + 13,067 s     |
| 7     | Anne-Caroline Chausson | + 43,437 s     |
| 8     | Laëtitia Le Corguillé  | + 1:00,926 min |

| Platz | Name              | Zeit      |
| ----- | ----------------- | --------- |
| 1     | Sarah Walker      | 38,706 s  |
| 2     | Aneta Hladíková   | + 0,809 s |
| 3     | Amélie Despeaux   | + 1,578 s |
| 4     | Cyrielle Convert  | + 2,261 s |
| 5     | Samantha Cools    | + 2,373 s |
| 6     | María Belén Dutto | + 2,912 s |
| 7     | Élodie Ajinça     | + 3,626 s |
| 8     | Aurélia Don       | + 4,570 s |

### Männer Elite
Kyle Bennett gewann als erster Fahrer einen dritten WM-Titel im BMX-Rennen.
| Platz | Name               | Zeit       |
| ----- | ------------------ | ---------- |
| 1     | Kyle Bennett       | 34,956 s   |
| 2     | Khalen Young       | + 0,359 s  |
| 3     | Randy Stumpfhauser | + 0,617 s  |
| 4     | Steven Cisar       | + 0,733 s  |
| 5     | Pablo Gutierrez    | + 1,016 s  |
| 6     | Danny Caluag       | + 1,599 s  |
| 7     | Augusto Castro     | + 11,026 s |
| 8     | Jarrett Kolich     | DNF        |

| Platz | Name                   | Zeit      |
| ----- | ---------------------- | --------- |
| 1     | Jonathan Suarez        | 35,062 s  |
| 2     | Danny Caluag           | + 0,109 s |
| 3     | Kelvin Batey           | + 0,237 s |
| 4     | Artūrs Matisons        | + 0,285 s |
| 5     | Raymon van der Biezen  | + 1,051 s |
| 6     | Sergio Salazar         | + 1,111 s |
| 7     | Moana Moo-Caille       | + 3,244 s |
| 8     | Rob van den Wildenberg | + 3,655 s |

### Juniorinnen
| Platz | Name              | Zeit       |
| ----- | ----------------- | ---------- |
| 1     | Magalie Pottier   | 40,586 s   |
| 2     | María Ruarte      | + 1,755 s  |
| 3     | Lieke Klaus       | + 2,108 s  |
| 4     | Dana Sprengers    | + 2,660 s  |
| 5     | Caroline Buchanan | + 3,048 s  |
| 6     | Romana Labounková | + 3,948 s  |
| 7     | Joyce Seesing     | + 56,315 s |
| 8     | Amanda Geving     | DNF        |

| Platz | Name              | Zeit       |
| ----- | ----------------- | ---------- |
| 1     | Magalie Pottier   | 39,876 s   |
| 2     | Romana Labounková | + 0,592 s  |
| 3     | Joyce Seesing     | + 0,720 s  |
| 4     | Manon Valentino   | + 1,203 s  |
| 5     | María Ruarte      | + 1,819 s  |
| 6     | Caroline Buchanan | + 2,034 s  |
| 7     | Kaila Sweeney     | + 3,654 s  |
| 8     | Madison Pitts     | + 35,039 s |

### Junioren
| Platz | Name             | Zeit      |
| ----- | ---------------- | --------- |
| 1     | Yvan Lapraz      | 36,330 s  |
| 2     | Joey Bradford    | + 0,065 s |
| 3     | Logan Collins    | + 0,371 s |
| 4     | Jasper Verkuijl  | + 0,775 s |
| 5     | Nicholas Long    | + 1,055 s |
| 6     | Vincent Pelluard | + 1,168 s |
| 7     | Toms Skujiņš     | + 1,276 s |
| 8     | Kristopher Fox   | + 3,638 s |

| Platz | Name             | Zeit      |
| ----- | ---------------- | --------- |
| 1     | Fausto Endara    | 35,741 s  |
| 2     | Yvan Lapraz      | + 0,855 s |
| 3     | George Sowers    | + 0,932 s |
| 4     | Logan Collins    | + 1,073 s |
| 5     | Štěpán Tumpach   | + 1,239 s |
| 6     | Kory Cook        | + 1,387 s |
| 7     | James Brown      | + 1,428 s |
| 8     | Vincent Pelluard | + 2,332 s |

## Medaillenspiegel
| Platz  | Land               | Gold | Silber | Bronze | Gesamt |
| ------ | ------------------ | ---- | ------ | ------ | ------ |
| 1      | Frankreich         | 2    | 0      | 1      | 3      |
| 2      | Vereinigte Staaten | 1    | 2      | 3      | 6      |
| 3      | Neuseeland         | 1    | 1      | 0      | 2      |
| 3      | Schweiz            | 1    | 1      | 0      | 2      |
| 5      | Großbritannien     | 1    | 0      | 1      | 2      |
| 6      | Ecuador            | 1    | 0      | 0      | 1      |
| 6      | Venezuela          | 1    | 0      | 0      | 1      |
| 8      | Tschechien         | 0    | 2      | 1      | 3      |
| 9      | Argentinien        | 0    | 1      | 0      | 1      |
| 9      | Australien         | 0    | 1      | 0      | 1      |
| 11     | Niederlande        | 0    | 0      | 2      | 2      |
| Gesamt | Gesamt             | 8    | 8      | 8      | 24     |